# Hydrornis cyaneus
La pitta azzurra (Hydrornis cyaneus (Blyth, 1843)) è un uccello passeriforme della famiglia dei Pittidi.

## Etimologia
Il nome scientifico di questi uccelli, così come il loro nome comune, deriva dal latino cyaneus, a sua volta derivante dal greco κυανός (kyanos), col significato di "blu", in riferimento alla livrea di questi uccelli.

## Descrizione

### Aspetto

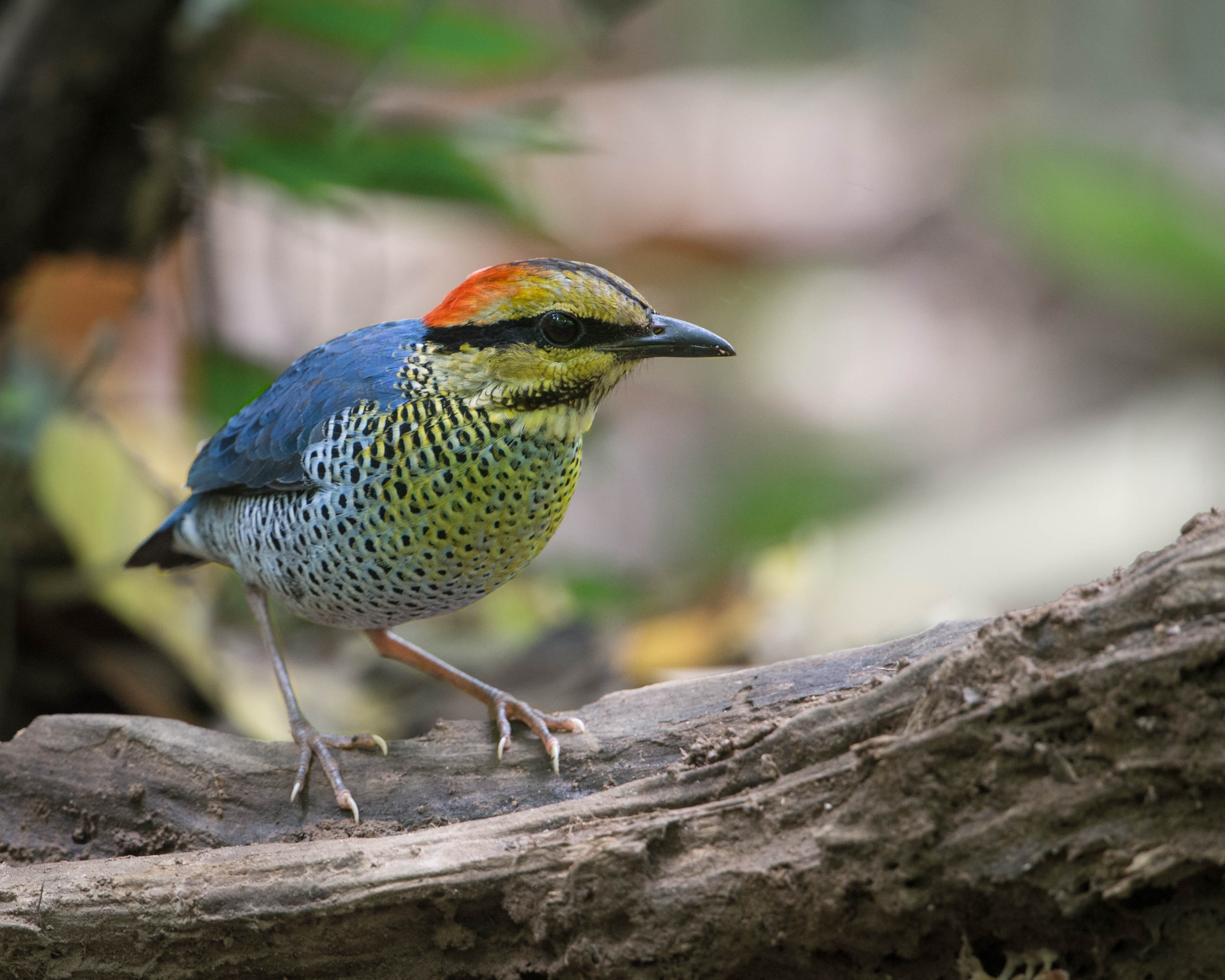
Esemplare in Thailandia.

Questi uccelli hanno un aspetto massiccio e paffuto, con ali e coda corte e testa e becco allungati.

Come intuibile dal nome, la livrea si presenta di colore blu-azzurro su spalle, ali (con remiganti primarie più scure), dorso e coda, mentre fianchi e ventre sono biancastri con sfumature azzurre e le singole penne che presentano parte centrale nera: lo stesso effetto si riscontra sul petto, che è bianco-giallastro, così come bianco-giallastre sono le guance, mentre la fronte e il vertice sono gialli e sfumano nel rosso della nuca. La gola è nera, così come nera è una mascherina che partendo dai lati del becco raggiunge l'occhio e procede assottigliandosi verso l'orecchio e i lati del collo. Il becco è nerastro, le zampe sono di color carnicino, gli occhi sono bruni. In questa specie il dimorfismo sessuale non è evidente come in altre specie congeneri, tuttavia la femmina presenta area dorsale dal colore meno brillante rispetto al maschio.

## Biologia

### Comportamento
Si tratta di uccelli dalle abitudini diurne e solitarie, che passano la maggior parte del tempo muovendosi con circospezione nel folto del sottobosco, alla ricerca di cibo: pur essendo molto timidi, si dimostrano assai territoriali nei confronti degli intrusi conspecifici.

### Alimentazione
La dieta di questi uccelli si compone principalmente di lombrichi e chiocciole: essa viene inoltre integrata quando possibile con insetti e altri invertebrati di piccole dimensioni.

### Riproduzione
La riproduzione di questi uccelli non è stata finora descritta in natura, ma si ritiene tuttavia che non si discosti significativamente dal pattern seguito dalle altre specie di pitte.

## Distribuzione e habitat

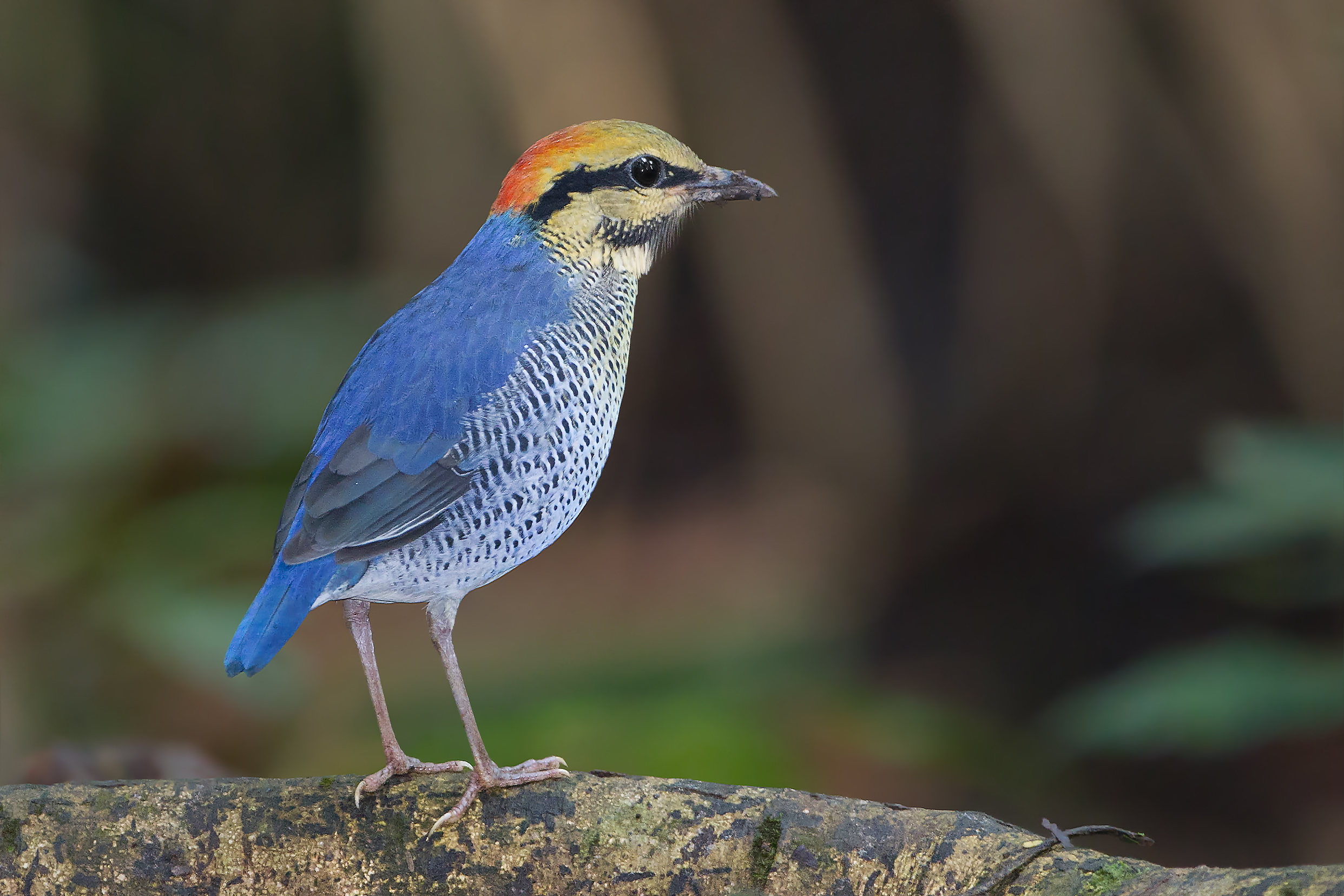
Esemplare nel Parco nazionale di Khao Yai.

Questa specie è diffusa dal Bangladesh e dall'India orientale (con alcuni esemplari segnalati anche nello Yunnan) a sud fino all'istmo di Kra, con alcune popolazioni diffuse anche in Assam e Cambogia meridionale. Il suo habitat è rappresentato dalla foresta pluviale tropicale e subtropicale con folto sottobosco, nel quale questi uccelli cercano cibo e rifugio.

## Tassonomia
Tradizionalmente ascritta al genere Pitta (salvo le proposte di spostarla nel genere monotipico Leucopitta o in Eucichla assieme al gruppo Hydrornis guajanus - H. irena - H. schwaneri, alla pitta ventre a barre e alla pitta di Gurney), questa specie è stata spostata in Hydrornis in seguito ad analisi del DNA.

Se ne riconoscono tre sottospecie:
- Hydrornis cyaneus cyaneus, la sottospecie nominale, diffusa nella porzione occidentale dell'areale occupato dalla specie (Bangladesh, India orientale, Myanmar, Thailandia, Laos centro-settentrionale e Cina meridionale);
- Hydrornis cyaneus aurantiacus (Delacour & Jabouille, 1928), diffusa in Thailandia sud-orientale e Cambogia sud-occidentale;
- Hydrornis cyaneus willoughbyi (Delacour, 1926, diffusa in Laos centro-orientale e Annam;

Nell'ambito del proprio genere di appartenenza, si ritiene che questa specie sia vicina alla pitta di Schneider e alla pitta maggiore.